# Freycinetia amoena
Freycinetia amoena är en enhjärtbladig växtart som beskrevs av Huynh. Freycinetia amoena ingår i släktet Freycinetia och familjen Pandanaceae. Inga underarter finns listade.